# Petr Lekavý
Petr Lekavý (26. září 1910, Dolní Bojanovice – 29. března 1990, San Antonio, Texas, Spojené státy americké) byl český římskokatolický kněz působící v zahraničí, politik a papežský komoří.

## Život
Vystudoval klasické gymnázium v Brně a po maturitě v roce 1931 vstoupil do brněnského kněžského semináře. Vzápětí však byl poslán studovat na Papežskou lateránskou univerzitu v Římě, kde také 19. prosince 1936 přijal kněžské svěcení. Poté působil jako kaplan v různých farnostech brněnské diecéze, mimo jiné v Blučině a Velkých Němčicích, a v letech 1939 až 1940 jako prefekt brněnského Petrina. Už roku 1938 získal v Římě doktorát teologie. V roce 1942 se stal kaplanem ve farnosti u kostela sv. Tomáše v Brně; v jeho tamní kaplance se setkávali čeští spisovatelé, básníci a politici, například Jan Čep, František Halas, Klement Bochořák, Ivan Blatný nebo Jan Zahradníček, jehož Lekavý 15. října 1945 v uhřínovském kostele Nalezení sv. Kříže oddal s Marií Bradáčovou. Po druhé světové válce na výzvu Msgre. Jana Šrámka vstoupil do politiky a od roku 1945 byl nad rámec svého kněžského působení místopředsedou ústředního národního výboru města Brna za Československou stranu lidovou s působností pro oblast městských financí. V roce 1945 rovněž začal vyučovat na brněnském gymnáziu, na kterém kdysi studoval.
Po Únoru 1948 patřil mezi první, koho chtěli komunisté zlikvidovat. Protože se na školním lyžařském výcviku v Jeseníkách dozvěděl, že Rudé právo uveřejnilo zprávu o jeho zatčení, odešel 3. března 1948 do Německa, kde se dostal do uprchlického tábora Dieburg. Objížděl německé uprchlické tábory a staral se o tam žijící Čechy, jimž pomáhal vyřizovat odchod do dalších zemí. Jeho bývalí spolužáci mu zprostředkovali audienci u papeže Pia XII., který ho jmenoval generálním vikářem pro české uprchlíky v Evropě. Koncem roku 1950 odešel do Spojených států amerických a začal působit jako farář v Severní Dakotě, a to nejprve ve Fargu a poté postupně ve Walesu, v polské osadě Warsaw a od roku 1971 v Cavalieru.
Kromě toho se podílel na zřízení rozhlasové stanice Svobodná Evropa, v jejímž vysílání občas vystupoval. V roce 1959 uskutečnil s Johnem Louisem Morkovskym, tehdejším amarillským biskupem, pouť do Svaté země. Roku 1963 jej papež jmenoval komořím Jeho Svatosti. V roce 1966 Petr Lekavý provázel kardinála Berana na jeho cestě po Spojených státech amerických a roku 1973 se zúčastnil mezinárodního eucharistického kongresu v Melbourne, kde se seznámil s polským kardinálem Wojtyłou, pozdějším papežem Janem Pavlem II. Roku 1976 se podílel na organizaci mezinárodního eucharistického kongresu ve Filadelfii, na němž instaloval českou výstavu a setkal se s Matkou Terezou. Do Československa se mohl vrátit už jen jednou, a to v roce 1969 na primici spolurodáka Jana Topenčíka, ač o vízum často žádal, a po sametové revoluci už mu nemoc cestu nedovolovala. Konec života strávil v kněžském domově, kde také zemřel.

## Dílo
- Pravá podoba bl. Jana Nep. Neumanna, Nový život 5/1977, str. 113-114

## Překlady
- Projev Sv. Otce Pia XII. k bohoslovcům, Brno 1939